# Psectra nakaharai
Psectra nakaharai là một loài côn trùng trong họ Hemerobiidae thuộc bộ Neuroptera. Loài này được New miêu tả năm 1988.